# Jacques Géron
Jacques Géron (* 8. Januar 1950 in Verviers; † 30. Oktober 1993)
war ein belgischer Comiczeichner. Unter dem Pseudonym Jack Henry Hopper trat er auch als Zeichner erotischer Comics in Erscheinung.

## Werdegang
Seine Karriere als Zeichner begann mit der Teilnahme an einem von Le Lombard veranstalteten Wettbewerb. Nach ersten Arbeiten für Tintin und Spirou kam es zu einer Zusammenarbeit mit den Verlegern Michel Deligne und Claude Lefrancq. André-Paul Duchâteau arbeitete mehrmals mit ihm zusammen. Eine frühere Geschichte von Gérald Forton für Bob Morane ("Echec à la main noire") zeichnete er neu.

## Werke
- 1972: Sargan et Merva
- 1974: Carte blanche
- 1978: Le fantôme de Géronimo
- 1978: Debby
- 1978: Les conquistadores de la liberté
- 1979: Yalek
- 1980: Villard de fer
- 1983: Brigade mondaine
- 1984: Le privé
- 1989: Arsène Lupin
- 1992: Bob Morane